# Утиле (Беневенто)
Утиле је насеље у Италији у округу Беневенто, региону Кампанија.
Према процени из 2011. у насељу је живело 122 становника. Насеље се налази на надморској висини од 345 м.